# Замок Еллен
Замок Еллен (англ. Castle Ellen House, ірл. Caislean Eilise Baile Atha an Riogh) — замок Еліс Балє Аха ан Рі — один із замків Ірландії в графстві Ґолвей.

## Історія замку Еллен
Замок побудований в 1810 році кланом Ламберт. Розташований на відстані 13,5 миль від міста Ґолвей та в 2,5 милях від Ахерні. Замок по архітектурі більше нагадує особняк провінційного есквайра вікторіанської епохи. Нинішня будівля була збудована на місці більш давнього замку, що був споруджений у 1679 році, але потім був зруйнований. Залишки руїн більш давнього замку простежуються і сьогодні. Замок оточений лісом, розташований в доволі безлюдній місцевості. Нинішній власник замку — Майкл Кіні (ірл. — Michael Keaney) прагне від реставрувати замок в такому вигляді. в якому він був на початку ХІХ століття. Він купив замок Еллен у 1974 році, коли замок був в стані повної руїни. Власник доклав великих зусиль і коштів для реставрації будівлі з метою створення дому для художників, поетів, письменників. У замку проводяться різні громадські заходи: літні історичні школи, День Святого Патріка, симпозіум по дослідженню історії роду Ламберт та ін. Замок має винний льох з підземними арками, декоративну штукатурку, різноманітні каміни. У давні часи навколо замку був оборонний рів, тунель. У 1875 році навколо замку був побудований двір та сад. Крім того біля замку є 70-ти футова свердловина для постачання води. З відомих людей замок відвідував Едвард Карсон — відомий архітектор, син Ізабелли Ламберт.